# Championnat National MTN
Championnat National MTN jest najwyższą piłkarską klasą rozgrywkową w Kongo. Liga powstała w 1961 roku.

## Drużyny w sezonie 2011
- AC Moranzambé
- Ajax Ouenzé
- AS Police Brazzaville
- CARA Brazzaville
- Diables Noirs Brazzaville
- Étoile du Congo
- Cuvette Owando
- FC Kondzo
- Interclub Brazzaville
- JS Talangai
- Patronage Sainte Anne Brazzaville
- Saint Michel Ouenzé

## Mistrzowie
| - 1961: Diables Noirs Brazzaville - 1962: nie rozgrywano - 1963: nie rozgrywano - 1964: nie rozgrywano - 1965: nie rozgrywano - 1966: Diables Noirs Brazzaville - 1967: Abeilles Pointe-Noire - 1968: Étoile du Congo - 1969: Patronage Sainte Anne Brazzaville - 1970: CARA Brazzaville - 1971: Victoria Club Mokanda - 1972: CARA Brazzaville - 1973: CARA Brazzaville - 1974: CARA Brazzaville - 1975: CARA Brazzaville - 1976: CARA Brazzaville - 1977: Diables Noirs Brazzaville |  | - 1978: Étoile du Congo - 1979: Étoile du Congo - 1980: Étoile du Congo - 1981: CARA Brazzaville - 1983: Kotoko MFOA Brazzaville - 1983: Étoile du Congo - 1984: CARA Brazzaville - 1985: Étoile du Congo - 1986: Patronage Sainte Anne Brazzaville - 1987: Étoile du Congo - 1988: Inter Brazzaville - 1989: Étoile du Congo - 1990: Inter Brazzaville - 1991: nie rozgrywano - 1992: Diables Noirs Brazzaville - 1993: Étoile du Congo - 1994: Étoile du Congo |  | - 1995: AS Cheminots Pointe-Noire - 1996: Munisport Pointe-Noire - 1997: Munisport Pointe-Noire - 1998: Vita Club Mokanda - 1999: Vita Club Mokanda - 2000: Étoile du Congo - 2001: Étoile du Congo - 2002: AS Police Brazzaville - 2003: Saint Michel Ouenzé - 2004: Diables Noirs Brazzaville - 2005: tytułu nie przyznano - 2006: Étoile du Congo - 2007: Diables Noirs Brazzaville - 2008: CARA Brazzaville - 2009: Diables Noirs Brazzaville - 2010: Saint Michel Ouenzé |

## Podsumowanie
| Klub                              | Liczba tytułów | Ostatni tytuł |
| --------------------------------- | -------------- | ------------- |
| Étoile du Congo                   | 12             | 2006          |
| CARA Brazzaville                  | 9              | 2008          |
| Diables Noirs Brazzaville         | 7              | 2009          |
| Vita Club Mokanda                 | 3              | 1999          |
| Inter Brazzaville                 | 2              | 1990          |
| Munisport Pointe-Noire            | 2              | 1997          |
| Patronage Sainte Anne Brazzaville | 2              | 1986          |
| Saint Michel Ouenzé               | 2              | 2010          |
| Abeilles Pointe-Noire             | 1              | 1967          |
| AS Cheminots Pointe-Noire         | 1              | 1995          |
| Kotoko MFOA Brazzaville           | 1              | 1983          |
| AS Police Brazzaville             | 1              | 2002          |